# Martin Knutzen
Martin Knutzen (* 14. Dezember 1713 in Königsberg i. Pr.; † 29. Januar 1751 ebenda) war ein deutscher Philosoph.

## Leben
Der Sohn des Kaufmanns Hagen Knutzen begann seine Ausbildung an der Altstädtischen Pfarrschule und schrieb sich 1726 an der Albertus-Universität Königsberg ein. Zu seinen Lehrern zählten Franz Albert Schultz, Johann Gottfried Teske und der Theologe Abraham Wolf (1680–1731). Nach dem Erwerb des Magistergrades 1733 in Königsberg wurde er dort 1735 zum außerordentlichen Professor für Logik und Metaphysik verpflichtet. Im Jahr 1744 wurde er zum Adjunkten mit Zuständigkeit für die Schlossbibliothek und zum Oberinspektor der Universität Königsberg ernannt. Er suchte eine Synthese des Pietismus und des Rationalismus von Christian Wolff. Wie sein Schüler Immanuel Kant verließ er nie den Umkreis seiner Vaterstadt. Zu seinen Schülern zählte auch Kants Antipode Johann Georg Hamann.
Knutzen hinterließ vorwiegend eklektische Schriften.

## Werke
- Philosophischer Beweis von der Wahrheit der christlichen Religion, 1740.
- Commentatio Philosophica De Humanae Mentis Individua Natura, 1741.
- Philosophische Abhandlung von der immaturellen Natur der Seele, 1744.
- Vernünftige Gedanken von den Cometen, 1744.
- Systema Causarum Efficientium Seu Commentatio Philosophica De Commercio Mentis Et Corporis Per Influxum Physicum Explicando, Ipsis Illustris Leibnitii Principiis Svperstructa, 1745.
- Elementa Philosophiae Rationalis Seu Logicae Cum Generalis Tum Specialioris Mathematica Methodo In Usum Auditorium Suorum Demonstrata, 1747.
- Philosophischer Beweis von der Wahrheit der christlichen Religion 1747, Eingeleitet, kommentiert und herausgegeben von Ulrich L. Lehner. In: Religionsgeschichte der frühen Neuzeit. Band 1, Nordhausen 2005, 298 S., ISBN 978-3-88309-335-2.